# Harald Fälth
Jan Harald Bertil Fälth, född 8 oktober 1947 i Växjö, är en svensk jurist och ambassadör samt tidigare socialdemokratisk politiker.

## Biografi
Fälth är son till verkmästaren Folke Fälth och Brita Forsbeck. Han tog juristexamen i Lund 1971 och gjorde därefter tingstjänstgöring 1971-1974. Han blev aspirant vid Kammarrätten i Stockholm 1974, fiskal 1975, assessor 1979, sakkunnig vid finansdepartementet/budgetdepartementet 1976-1980, utredningssekreterare socialdemokratiska riksdagsgruppen 1980-1982 och statssekreterare vid justitiedepartementet 1982-1987. Den 20 oktober 1987 avgick han som statssekreteraren i efterdyningarna av Stig Berglingaffären. Fälth var därefter ambassadör i Nicaragua och Costa Rica 1988-1991 samt Filippinerna 1991-1993. Fälth förordnades därefter att tjänstgöra i UD som departementsråd. Sedan dess har han bland annat varit ambassadör i Kuala Lumpur 1995-2001, ambassadör i Prag 2001-2006 och UD:s säkerhetschef. Han är för närvarande chef för UD:s fastighets- och logistikenhet (UD-FAST).
Fälth var styrelseledamot i Riksskatteverket 1983-1987, ordförande Samarbetsorganet för rättsväsendets informationssystem (SARI) 1982-1987. Fälth gifte sig 1978 med sekreteraren Gunnel Dahlin (född 1950).